# Ренцо, Эусеби
Ренцо Эусеби (итал. Renzo Eusebi; род. 18 апреля 1946, Монтальто-делле-Марке, Марке) — итальянский художник, скульптор современного искусства. Он является соучредителем художественных движений Transvisionismo (1995) и GAD (Dialectical Aniconism Group-1997).